# Goro (manzana)
Goro es el nombre de la variedad cultivar de manzano (Malus domestica).
Criado en 1951 en la "Estación Federal Suiza de Investigación Agícola", Wadenswil. Nombrado y lanzado en 1973. Las frutas tienen carne crujiente y jugosa con un sabor aromático.

## Historia
Goro es una variedad de manzana, desarrollada en 1951 al cruzar 'Golden Delicious' x 'Schweizer Orange' en la "Estación Federal Suiza de Investigación Agícola, Wadenswil, Suiza; introducida al mercado en 1973.
Goro se cultiva en la National Fruit Collection con el número de accesión: 1974-356 y Accession name: Goro.

## Características
Goro tiene un tiempo de floración que comienza a partir del 15 de mayo con el 10% de floración, para el 17 de mayo tiene una floración completa (80%), y para el 27 de mayo tiene un 90% caída de pétalos.
Goro tiene una talla de fruto grande; forma globosa; con nervaduras medio débil, corona débil; epidermis con color de fondo amarillo blanquecino, con sobre color rojo, con una cantidad de color superior muy bajo, con sobre patrón de color rayado / moteado, "russeting" (pardeamiento áspero superficial que presentan algunas variedades) muy bajo; carne muy firme, textura de la pulpa gruesa y color de la pulpa amarillento, la fruta tiene un sabor jugoso, dulce, y aromático.
Su tiempo de recogida de cosecha se inicia a finales de septiembre. Se mantiene en frío hasta dos meses una vez recogida.

## Usos
Principalmente es una manzana culinaria utilizada para hornear y también para compota de manzana.
Recomendado para el huerto familiar, irrelevante en el cultivo comercial de frutas en la actualidad.

## Ploidismo
Diploide, auto estéril; grupo de polinización E ; día de polinización 17.